# Weronika Asińska
Weronika Asińska (ur. 13 stycznia 1993 w Warszawie) – polska aktorka. Córka aktora Wojciecha Asińskiego.
Absolwentka Państwowej Wyższej Szkoły Filmowej, Telewizyjnej i Teatralnej im. Leona Schillera w Łodzi (2019). W 2019 otrzymała Nagrodę Róży za debiut w Teatrze Telewizji Polskiej (za rolę w spektaklu Fantazja polska) – jako pierwsza po powołaniu tejże nagrody, przyznawanej przez Sekcję Krytyków Teatralnych Związku Artystów Scen Polskich.

## Filmografia
- 2006: M jak miłość – jako koleżanka Łukasza (odc. 391)
- 2006: Jasne błękitne okna – jako Beata w młodości
- 2007: I kto tu rządzi? – jako Anka (odc. 23, 34)
- 2008-2009: Brzydula – jako Kinga, dziewczyna Jaśka
- 2008-2010: Na Wspólnej - jako Matylda
- 2010: Wenecja – jako Frosia
- 2010: Hotel 52 – jako Agnieszka Jabłońska (odc. 11)
- 2010: Duch w dom – jako koleżanka Julii (odc. 7)
- 2011: Linia życia – jako Magda Kessler
- 2014: Czas honoru: Powstanie – jako Danusia, córka Gruszeckiej (odc. 5, 6, 7, 8)
- 2017: Wojenne dziewczyny – jako Basia Sokół (odc. 6, 8)
- 2017: Belfer – jako dziewczyna w klubie (odc. 8)
- 2018: Ślad – jako Żaneta Rybacka (odc. 46)
- 2018: Oko za oko – jako Magda (odc. 1, 3)
- 2019: Pod powierzchnią 2 – jako przedszkolanka (odc. 7)
- 2019: Na dobre i na złe – jako Alicja (odc. 643)
- 2020: Stulecie Winnych – jako pielęgniarka (odc. 14, 21)
- 2020: Komisarz Alex – jako Katarzyna Milewska (odc. 173)
- 2021: Weseלe – jako Maryna
- 2021: Ojciec Mateusz – jako Anna Korczak (odc. 330)
- 2022: Bunt! – jako Monika Zawada
- 2023: Przyjaciółki – jako Agata